# Naiara Azevedo
Naiara Azevedo, all'anagrafe Naiara de Fátima Azevedo (Farol, 30 ottobre 1989), è una cantante brasiliana.

## Biografia
Nata in un villaggio nello stato del Paraná nel Brasile meridionale, Naiara Azevedo si è trasferita nella vicina Umuarama per gli studi superiori di estetica e cosmetologia.
La sua carriera di cantante è iniziata per scherzo nel 2011, quando offesa dalla canzone Sou foda del duo Carlos & Jader, che secondo lei dipingeva un'immagine negativa delle donne, ha registrato una canzone di risposta chiamata Coitado. Il successo del video le ha fatto guadagnare popolarità, che si è presto tradotta in un gran numero di offerte di lavoro come cantante, rendendola nota come la "difenditrice delle donne".
Nel 2012 la cantante si è trasferita a Londrina, dove ha registrato e pubblicato un CD con DVD di un suo concerto dal vivo, il più popolare mezzo di consumo di musica sertanejo in Brasile. Nel 2016 si è quindi spostata a Goiânia, la capitale del sertanejo, dove si è sposata nello stesso anno con l'imprenditore Rafael Cabral. Qui ha prodotto il suo nuovo album Totalmente diferente. Una delle canzoni, 50 reais, ha raggiunto la 2ª posizione della Brasil Hot 100, diventando il suo trampolino di lancio per il successo a livello nazionale.
Il suo quarto album dal vivo, Contraste, è uscito nel 2017 e ha prodotto due singoli numero uno in Brasile, Mordida, beijo e tapa e Avisa que eu cheguei; quest'ultima ha ottenuto due dischi di platino per le 160 000 copie vendute a livello nazionale. Inoltre, una traccia dell'album chiamata Mentalmente ha ricevuto la certificazione di disco di diamante per aver venduto più di 300 000 copie. Nel 2017 e 2018 ha ottenuto due nuovi numeri uno, Pegada que desgrama (triplo disco di platino) e Buá buá.

## Discografia

### Album dal vivo
- 2011 – Ao vivo
- 2014 – Ao vivo em Londrina
- 2016 – Totalmente diferente
- 2017 – Contraste

### Raccolte
- 2016 – As melhores

### EP
- 2017 – Romântica
- 2019 – Naiara Sunrise
- 2019 – Naiara Sunrise, EP2
- 2019 – Naiara Sunrise, EP3
- 2020 – Sim, EP1

### Singoli
- 2011 – Coitado
- 2013 – Mulher não trai (feat. Mr. Catra)
- 2014 – Gota d'água (feat. João Neto & Frederico)
- 2015 – Vou te trair
- 2016 – Ex do seu atual
- 2016 – 50 reais (feat. Maiara & Maraísa)
- 2017 – Mordida, beijo e tapa
- 2017 – Bebe mais
- 2017 – Vira a faixa cidadão (con Gusttavo Lima)
- 2017 – Printou nossa intimidade
- 2017 – Será que a gente se acostuma
- 2017 – Mentalmente (con MC Kevinho)
- 2017 – Avisa que eu cheguei (feat. Ivete Sangalo)
- 2017 – Pegada que desgrama
- 2018 – Ladrão
- 2018 – Buá buá
- 2018 – Chora no meu colo
- 2018 – Se não contar eu conto (con Lorenzo Castro)
- 2018 – Coração pede socorro
- 2019 – Delicinha (con Gabriel Nava)
- 2019 – Repertório de desculpas (con Mariana & Mateus)
- 2019 – Cachorro combina com cadela (con Priscila Senna)
- 2019 – Manda áudio (con Dilsinho)
- 2020 – Álcool e tempo (con Ícaro & Gilmar)
- 2020 – Mãe solteira

## Televisione
- 2022 – Big Brother Brasil 22

## Tournée
- 2011/15 – Naiara Azevedo ao vivo
- 2016/17 – Turnê 50 reais
- 2017/18 – Turnê Contraste